# Steven Charleston
Steven Charleston (* 15. února 1949) je bývalý americký biskup Episkopální církve a akademik. Je rodilým indiánem, příslušníkem původního kmene Čoktů.
Byl biskupem diecéze Aljaška v letech 1991 až 1996 a děkanem Episcopal Divinity School v letech 1999 až 2008. Působil také jako profesor systematické teologie na Lutherském semináři a Berkeley Divinity School na univerzitě Yale.

## Dětství a vzdělání
Charleston se narodil a vyrostl v Oklahomě. V roce 1971 získal bakalářský titul v oboru náboženství na Trinity College v Hartfordu ve státě Connecticut, po něm vystudoval magisterský obor teologie na Episcopal Divinity School, absolvoval v roce 1976.

## V duchovní službě
Vysvěcen na kněze Episkopální církve ve Wakpale v indiánské rezervaci Standing Rock. Vykonával pastoraci mezi původními obyvateli a zastával různé učitelské funkce.
V roce 1999 se stal autorem Cambridgeské dohody o lidských právech homosexuálů, nehledě na spory uvnitř anglikánského společenství. Je předním mluvčím za spravedlnost pro domorodé národy, životní prostředí a duchovní obnovu.V médiích veřejně promlouval na ABC World News Tonight, BBC World News a dalších stanicích.
Od roku 2017 byl mimořádným profesorem v oboru pastorace původních obyvatel na Saint Paul School of Theology na Oklahoma City University. Sám sebe charakterizoval jako „indiánského staršího, spisovatele a biskupa Episkopální církve ve výslužbě“. Udržuje přítomnost ve veřejném prostoru prostřednictvím své facebookové stránky denních duchovních úvah. Prostřednictvím své společnosti Red Moon Publications vydal několik svazků těchto úvah a dva romány z plánované trilogie.

## Dosah v českých zemích
V České republice uveřejňuje jeho (denně vydávané) myšlenky kněz Církve československé husitské Tomáš Procházka, povětšinou na svém facebookovém profilu. Vystoupil rovněž roku 2024 na plzeňské konferenci o alternativní spiritualitě, právě s příspěvkem o Stevenu Charlestonovi.

### Česká vydání
Indiánský mesiáš: Ježíš a hledání vize : Cesta 2024. Z angličtiny přeložil Tomáš Procházka. ISBN 978-80-7295-329-5